# 日心重力定数
日心重力定数（にっしんじゅうりょくていすう）は、万有引力定数と太陽質量との積である。その値は以下のとおりである。
GMS = 1.32712440041×1020 m3 s−2

## 歴史
従来はガウス引力定数を利用して算出していたが、その後観測技術の進歩により、直接算出することが可能になった。